# Coppa Anglo-Italiana 1970
La Coppa Anglo-Italiana del 1970 è stata la prima edizione del torneo e fu vinta dallo Swindon Town.
L'atto conclusivo del torneo è tristemente noto per essere stato una delle prime finali di una competizione calcistica a essere sospesa per violenze dei tifosi, con un bilancio di un centinaio di feriti tra tifosi e forze dell'ordine.

## Squadre partecipanti
Le 12 squadre partecipanti furono divise in tre gruppi, all'interno dei quali vennero abbinate due italiane e due inglesi.
| Gruppo | Inglesi                     | Italiane               |
| ------ | --------------------------- | ---------------------- |
| 1      | Sheffield Weds Swindon Town | Napoli Juventus        |
| 2      | Middlesbrough West Bromwich | Lanerossi Vicenza Roma |
| 3      | Sunderland Wolverhampton    | Fiorentina Lazio       |

In ogni girone, ogni squadra avrebbe sfidato in gare di andata e ritorno, le due di nazionalità opposte (e non l'altra connazionale). Dopo le quattro gare di ogni squadra, quindi, oltre ai 2 punti per vittoria e 1 in caso di pareggio, si sarebbero sommati i gol fatti come punti aggiuntivi. A qualificarsi per la finale, sarebbero state la miglior italiana e la migliore inglese venute fuori da questa particolare classifica.

## Risultati

### Fase a gruppi

#### Gruppo 1
| Arbitro: | Gonella |

|                                  |           |                              |
| Warboys 23’, 56’ Downes 48’, 62’ | Marcatori | 64’, 86’ Barison 75’ Bianchi |

| Arbitro: | D'Agostini |

|                                          |           |  |
| Noble 60’ Horsfield 66’, 74’ Harland 89’ | Marcatori |  |

| Sheffield 9 maggio 1970 | Sheffield Weds | 0 – 0 referto | Juventus | Hillsborough Stadium\| Arbitro: \| Angonese \| |
| Arbitro:                | Angonese       |               |          |                                                |

| Arbitro: | Pieroni |

|           |           |                        |
| Smith 86’ | Marcatori | 61’ Barison 67’ Hamrin |

| Arbitro: | Taylor |

|                                               |           |                    |
| Bianchi 25’ Altafini 27’, 57’, 72’ Hamrin 48’ | Marcatori | 10’ (aut.) Zurlini |

| Arbitro: | Hohewood |

|  |           |           |
|  | Marcatori | 23’ Noble |

| Arbitro: | Finney |

|                             |           |  |
| Ellis 55’ (aut.) Zigoni 77’ | Marcatori |  |

| Arbitro: | Partridge |

|  |           |               |
|  | Marcatori | 60’ Horsfield |

#### Gruppo 2
| Arbitro: | De Marchi |

|             |           |  |
| Hickton 60’ | Marcatori |  |

| West Bromwich 2 maggio 1970 | West Bromwich | 0 – 0 referto | Lanerossi Vicenza | The Hawthorns\| Arbitro: \| Torelli \| |
| Arbitro:                    | Torelli       |               |                   |                                        |

| Arbitro: | Toselli |

|                                              |           |  |
| Hope 60’ Brown 80’ Bet 85’ (aut.) Talbut 88’ | Marcatori |  |

| Arbitro: | Bernardis |

|                                |           |  |
| Laidlow 43’ Hickton 70’ (rig.) | Marcatori |  |

| Arbitro: | Howler |

|            |           |            |
| Derlin 14’ | Marcatori | 63’ Glover |

| Arbitro: | Burns |

|           |           |             |
| Peirò 46’ | Marcatori | 75’ Downing |

| Arbitro: | Walker |

|                        |           |                        |
| Facchin 22’ Vitali 90’ | Marcatori | 39’ Gates 75’ McMordie |

| Arbitro: | Smith |

|           |           |             |
| Peirò 83’ | Marcatori | 49’ Suggett |

#### Gruppo 3
| Arbitro: | Picasso |

|                                           |           |          |
| Tueart 15’ Kerr 24’ Papadopulo 66’ (aut.) | Marcatori | 48’ Ghio |

| Arbitro: | Monti |

|                         |           |              |
| Dougan 9’ Wagstaffe 69’ | Marcatori | 82’ Maraschi |

| Arbitro: | De Robbio |

|                      |           |                          |
| Mc Given 3’ Park 30’ | Marcatori | 32’ Mariani 64’ Chiarugi |

| Arbitro: | Carminati |

|            |           |  |
| Bailey 63’ | Marcatori |  |

| Arbitro: | Tynkler |

|              |           |                                   |
| Amarildo 28’ | Marcatori | 40’ Richard 60’ Curran 83’ Dougan |

| Arbitro: | Lyden |

|                        |           |           |
| F.Mazzola 52’ Ghio 66’ | Marcatori | 68’ Jones |

| Arbitro: | Hill |

|               |           |  |
| Ghio 41’, 63’ | Marcatori |  |

| Arbitro: | James |

|                                    |           |  |
| Maraschi 15’, 23 rig.’ Mariani 51’ | Marcatori |  |

#### Classifica finale italiana
| Squadra           | G | V | N | P | GF | GS | Punti | Punti finali |
| ----------------- | - | - | - | - | -- | -- | ----- | ------------ |
| Napoli            | 4 | 2 | 0 | 2 | 10 | 7  | 4     | 14           |
| Fiorentina        | 4 | 1 | 1 | 2 | 7  | 7  | 3     | 10           |
| Lazio             | 4 | 2 | 0 | 2 | 5  | 5  | 4     | 9            |
| Juventus          | 4 | 1 | 1 | 2 | 2  | 5  | 3     | 5            |
| Lanerossi Vicenza | 4 | 0 | 2 | 2 | 2  | 6  | 2     | 4            |
| Roma              | 4 | 0 | 2 | 2 | 2  | 7  | 2     | 4            |

#### Classifica finale inglese
| Squadra        | G | V | N | P | GF | GS | Punti | Punti finali |
| -------------- | - | - | - | - | -- | -- | ----- | ------------ |
| Swindon Town   | 4 | 3 | 0 | 1 | 7  | 2  | 6     | 13           |
| Middlesbrough  | 4 | 2 | 2 | 0 | 6  | 3  | 6     | 12           |
| Wolverhampton  | 4 | 3 | 0 | 1 | 6  | 4  | 6     | 12           |
| West Bromwich  | 4 | 1 | 2 | 1 | 5  | 3  | 4     | 9            |
| Sunderland     | 4 | 1 | 1 | 2 | 6  | 8  | 3     | 9            |
| Sheffield Weds | 4 | 1 | 1 | 2 | 5  | 10 | 3     | 8            |

### Finale
La finale fu continuamente disturbata dai tifosi del Napoli, che dopo lanci di fumogeni e di bengala, invasero per due volte il terreno di gioco. L'arbitro interruppe la partita al 79' e decretò a tavolino il risultato del campo: 3-0 per lo Swindon Town.
| Arbitro: | P. Schiller |

| |            | |
| | Marcatori  | 24’, 58’ Noble 63’ Horsfield |
| Marcello Trevisan Floris Luciano Monticolo Mario Zurlini Dino Panzanato Ottavio Bianchi Kurt Hamrin Vincenzo Montefusco José Altafini Giovanni Improta Paolo Barison | Formazioni | Roy Jones Rod Thomas John Trollope Joe Butler Frank Burrows Stan Harland Roger Smart Arthur Horsfield John Smith Peter Noble Don Rogers |
| Giuseppe Chiappella | Allenatori | Fred Ford |